# Bibury Animation Studios
Bibury Animation Studios G.K. (合同会社バイブリーアニメーションスタジオ Gōdō gaisha Baiburī Animēshon Sutajio?) es un estudio de animación japonés fundado en 2017 por Tensho.

## Historia
Bibury Animation Studios fue fundado el 1 de mayo de 2017. Durante los dos primeros años de existencia de la compañía, el estudio trabajó únicamente como un estudio de subcontratación, proporcionando principalmente servicios de animación intermedios y de segunda clave. En 2019, el estudio produjo su primer trabajo importante, Grisaia: Phantom Trigger the Animation, dirigido por el fundador del estudio Tensho (quien dirigió entregas anteriores de la serie), y ese mismo año, su primera serie de televisión, Azur Lane.
Tiene un estudio hermano, Bibury Animation CG, que ofrece animación y diseños 3DCG como empresa de subcontratación para otros estudios, incluido el propio Bibury.

## Trabajos

### Series de televisión
| Año  | Título                                                                  | Director(es)                 | Fecha de primera transmisión | Fecha de última transmisión | Eps. | Notas                                                                           | Refs.                       |
| ---- | ----------------------------------------------------------------------- | ---------------------------- | ---------------------------- | --------------------------- | ---- | ------------------------------------------------------------------------------- | --------------------------- |
| 2019 | Azur Lane                                                               | Tensho                       | 3 de octubre de 2019         | 20 de marzo de 2020         | 12   | Adaptación del videojuego homónimo.                                             | [ 6 ]                       |
| 2021 | Go-Tōbun no Hanayome ∫∫                                                 | Kaori                        | 7 de enero de 2021           | 25 de marzo de 2021         | 12   | Secuela de Go-Tōbun no Hanayome.                                                | [ 7 ]                       |
| 2022 | Black★★Rock Shooter: Dawn Fall                                          | Tensho                       | 3 de abril de 2022           | 19 de junio de 2022         | 12   | Basada en personajes creados por Huke. Coproducido con Bibury Animation CG.     | [ 8 ]                       |
| 2022 | Prima Doll                                                              | Tensho                       | 9 de julio de 2022           | 24 de septiembre de 2022    | 12   | Basada en un proyecto de medios mixtos de Key.                                  | [ 9 ]                       |
| 2023 | Mahō Shōjo Magical Destroyers                                           | Hiroshi Ikehata Masao Kawase | 8 de abril de 2023           | 24 de junio de 2023         | 12   | Historia original.                                                              | [ 10 ] [ 11 ]               |
| 2023 | Kimi no Koto ga Dai Dai Dai Dai Daisuki na 100-nin no Kanojo            | Hikaru Satō                  | 8 de octubre de 2023         | 24 de diciembre de 2023     | 12   | Adaptación del manga escrito por Rikito Nakamura e ilustrado por Yukiko Nozawa. | [ 12 ]                      |
| 2025 | Grisaia: Phantom Trigger the Animation                                  | Kōsuke Murayama              | 2 de enero de 2025           | 27 de marzo de 2025         | 13   | Secuela de Grisaia: Phantom Trigger the Animation Stargazer.                    | [ 13 ] [ 14 ] [ 15 ] [ 16 ] |
| 2025 | Kimi no Koto ga Dai Dai Dai Dai Daisuki na 100-nin no Kanojo 2nd Season | Hikaru Satō                  | 12 de enero de 2025          | 30 de marzo de 2025         | 12   | Secuela de Kimi no Koto ga Dai Dai Dai Dai Daisuki na 100-nin no Kanojo.        | [ 17 ] [ 18 ]               |
| 2025 | Witch Watch                                                             | Hiroshi Ikehata              | 6 de abril de 2025           | —                           | 26   | Adaptación del manga escrito e ilustrado por Kenta Shinohara.                   | [ 19 ] [ 20 ]               |

### Películas
| Año  | Título                                           | Director(es)    | Duración | Notas                                              | Refs.  |
| ---- | ------------------------------------------------ | --------------- | -------- | -------------------------------------------------- | ------ |
| 2019 | Grisaia: Phantom Trigger the Animation           | Tensho          | 49m      | Secuela de Grisaia no Rakuen.                      | [ 21 ] |
| 2020 | Grisaia: Phantom Trigger the Animation Stargazer | Kosuke Murayama | 60m      | Secuela de Grisaia: Phantom Trigger The Animation. | [ 22 ] |
| 2022 | Go-Tōbun no Hanayome The Movie                   | Masato Jinbo    | 136m     | Secuela de Go-Tōbun no Hanayome ∫∫.                | [ 23 ] |

### Especiales
| Año  | Título                | Director(es) | Fecha de primera transmisión | Fecha de última transmisión | Eps. | Notas                                      | Refs.  |
| ---- | --------------------- | ------------ | ---------------------------- | --------------------------- | ---- | ------------------------------------------ | ------ |
| 2024 | Go-Tōbun no Hanayome* | Masato Jinbo | 20 de septiembre de 2024     | —                           | —    | Secuela de Go-Tōbun no Hanayome The Movie. | [ 24 ] |